# Campbellenchus filicauda
Campbellenchus filicauda är en rundmaskart som beskrevs av Wim M. Wouts 1977. Campbellenchus filicauda ingår i släktet Campbellenchus och familjen Tylenchidae. Inga underarter finns listade i Catalogue of Life.